# Англійська готика

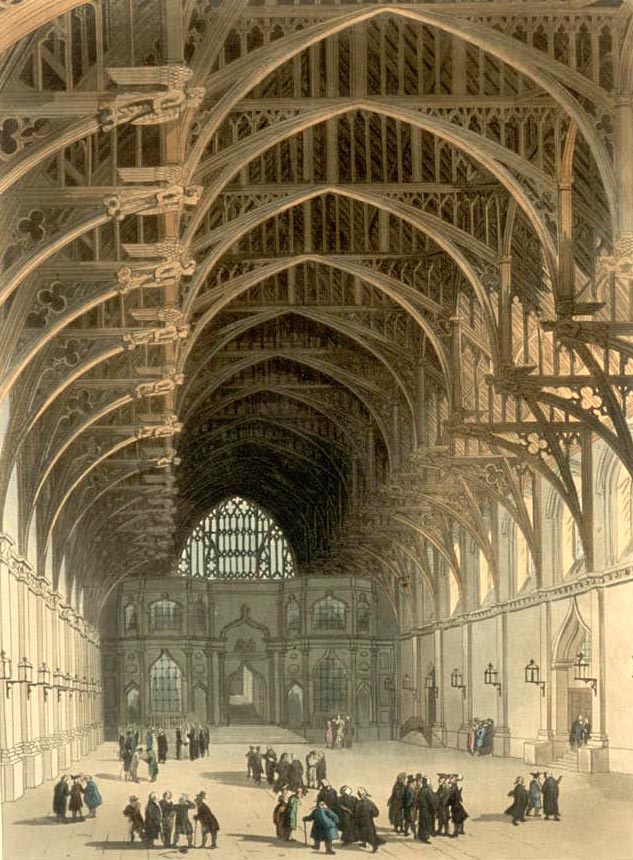
Вестмінстерська зала та її дах, зображений на початку XIX століття

Англійська готика — архітектурний стиль, що виник у Франції перш ніж з'явитись в Англії (приблизно з 1180 до 1520 років). 
Як і готичну архітектуру інших частин Європи, англійську готику визначають її загострені арки, склепінчасті дахи, контрфорси, великі вікна та шпилі. Готичний стиль походить з Франції, де різні елементи вперше були використані разом у межах однієї будівлі при хорі базиліки Сен-Дені на північ від Парижу, побудованій абатом Сугером та освяченої 11 червня 1144 р. Найбільш раннє масштабне застосування готичної архітектури в Англії — в Кентерберійському соборі та в Вестмінстерському абатстві. Багато особливостей готичної архітектури природним чином розвинулося з романської архітектури (часто її в Англії називають норманською архітектурою). Таку еволюцію можна спостерігати особливо в соборі, який має найдавніше відоме ребристе високе склепіння. 
Англійська готика розвивалась іноді паралельно континентальній Європі, а іноді зовсім самобутньо. Історики традиційно поділяють англійську готику на ряд різних періодів, які можна розділити для точного визначення різних стилів. Готична архітектура продовжувала процвітати в Англії ще протягом ста років, коли у Флоренції вже активно розбудовувалась архітектура ренесансу (XV століття). Готичний стиль поступився місцем архітектурі епохи Відродження в кінці XVI та XVII століть, але був відроджений в кінці XVIII століття як академічний стиль і мав велику популярність як архітектура готичного відродження протягом XIX століття.
Багато найбільших і найкращих творів англійської архітектури, зокрема середньовічні собори Англії, багато в чому побудовані в готичному стилі. Так само є і замки, палаци, великі будинки, університети та багато менших невибагливих світських будівель, включаючи богадільні та приходські церкви. Іншою важливою групою готичних споруд в Англії є парафіяльні церкви, які, як і середньовічні собори, часто є більш ранньою, нормандською основою.

## Терміни
Визначення стилів в англійській готичній архітектурі слідує визначенням, які дав їм антиквар Томас Рікман. Він вніс умови у своїй Спробі дискримінації стилю архітектури в Англії (1812–15). Історики іноді називають стилі «періодами», наприклад «Перпендикулярний період» майже так само, як і історичну епоху, можна назвати «періодом Тюдора». Різноманітні стилі найбільш повно розвинені в соборах, церквах абатства та колегіальних спорудах. Однак характерною рисою соборів Англії є те, що всі, крім одного з них, Солсберський собор, демонструють велике стилістичне розмаїття та мають строки побудови, які зазвичай становлять понад 400 років.
- Рання англійська (бл. 1180—1275)
- Декоративна (бл. 1275—1380)
- Перпендикулярна (бл. 1380—1520)

## Рання англійська готика

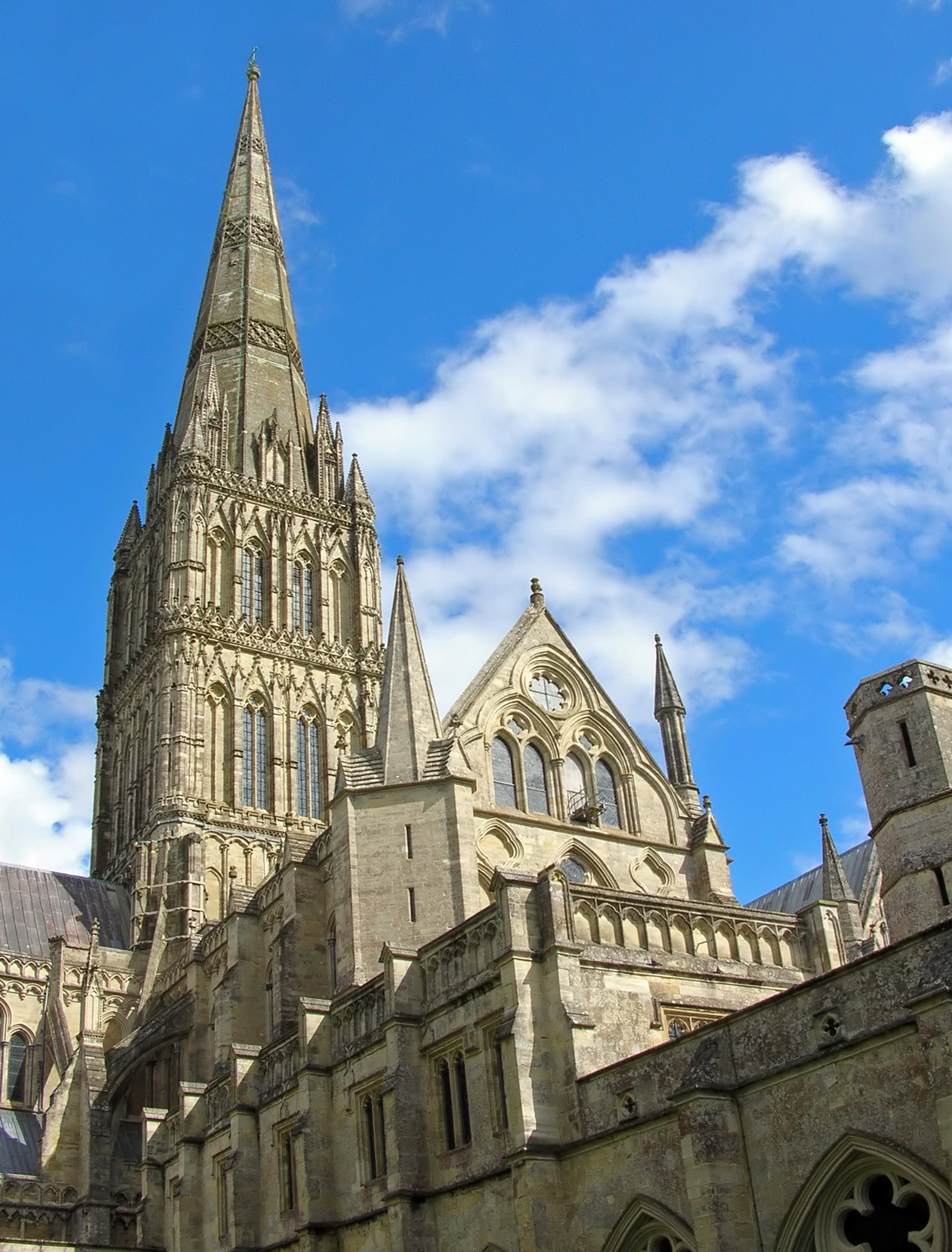
Солсберійський собор (за винятком вежі та шпилю) виконаний в стилі ранньої англійської готики. Стрільчасті вікна використовуються в усьому світі, там менше прикраси, ніж у романських будівлях, і менш детальний масверк ніж в пізніших будівлях.

За даними більшості сучасних науковців, таких як Ніколаус Певзнер, ранній період англійської готики тривав з кінця XII століття до середини XIII століття. За словами укладача терміну в 1817 році Томаса Рікмана, період тривав від 1189 до 1307; Рікман ґрунтував свої визначальні дати на правліннях деяких англійських монархів.
В кінці XII століття ранньоанглійський готичний стиль витіснив романський або норманський стиль (що більш відомо в Англії, через його асоціацію з норманським завоюванням). В кінці XIII століття він перетворився на декоративний готичний стиль, який проіснував до середини XIV століття. З усіма цими ранніми архітектурними стилями спостерігається поступове нашарування періодів. У міру зміни моди нові елементи часто використовувалися поряд зі старими, особливо у великих будівлях, таких як церкви та собори, які будувались (і добудовувались) протягом тривалих періодів. Тому заведено визнавати перехідну фазу між романським та ранньоанглійським періодами з середини XII століття.
Хоча зазвичай його називають раннім англійським, цей новий готичний стиль зародився в районі Парижа, а потім вже поширився на Англію. Там він вперше був відомий як «французький стиль». Вперше він був використаний у хорі або «quire» церкви абатства Сен-Дені, освяченій у червні 1144 р. Ще до цього деякі риси були включені до Даремського собору, показуючи поєднання романського та протоготичного стилів.
До 1175 року, із завершенням хору в Кентерберійському соборі Вільямом із Сенса, стиль був міцно утверджений в Англії. 

### Характеристика
Найбільш вагомим і характерним розвитком ранньоанглійського періоду була загострена арка, відома як ланцет. Загострена арка використовувалася майже повсюди: не тільки у зведеннях широкого діапазону, таких як нава аркади, але і для дверних прорізів і стрілчастих вікон.
Романські будівельники, як правило, використовували круглі арки, хоча в них дуже часто використовувались дещо загострені, особливо в соборі Дарем, де вони використовуються для структурних цілей у навових проходах. У порівнянні з округлим романським стилем, загострена арка ранньоанглійської готики виглядає більш вишукано; що ще важливіше, це ефективніше розподіляє вагу кам'яної кладки над нею, що дозволяє простягати вищі та ширші прорізи, використовуючи вужчі колони. Це також дозволяє значно змінити пропорції, тоді як міцність круглих дуг залежить від напівкруглої форми.
Використовуючи загострену арку, архітектори могли спроєктувати менш масивні стіни та забезпечити більші віконні отвори, які були згруповані тісніше між собою, щоб вони могли досягти більш відкритої, повітряної та витонченої будівлі. Високі стіни та склепінчасті кам'яні дахи часто підтримували літаючі контрфорси: половинні арки, які передають зовнішню тягу надбудови до опор чи контрфорсів, часто видно на зовнішній стороні будівлі. Стовбові склепіння та хрещаті склепіння, характерні для романської забудови, були замінені реберними склепіннями, що дало можливість більшого різномаїття пропорцій між висотою, шириною та довжиною.
Арочні вікна, як правило, вузькі у порівнянні зі своєю висотою. З цієї причини ранню англійську готику іноді називають стрільчастим стилем. Хоча дуги рівносторонньої пропорції найчастіше використовуються, стрільчасті дуги дуже гострих пропорцій часто зустрічаються і дуже характерні для стилю. Помітним прикладом круто загострених ланцетів, які структурно використовуються, є апсидальна аркада Вестмінстерського абатства. Ланцетні отвори вікон та декоративна аркада часто групуються у двійки чи трійки. Ця характеристика спостерігається в усьому Солсберійському соборі, де групи з двох ланцетних вікон вирівнюють наву, а групи з трьох ліній духовенства. У Йоркському містечку північний трансепт має скупчення з п'яти ланцетних вікон, відомих як П'ять сестер; кожна висота 50 футів і досі зберігає старовинне скло.
Замість того, щоб виступати масивними, суцільними стовпами, колони часто складалися зі скупчень струнких, відокремлених валів (часто виготовлених з темного, відполірованого «мармуру» Пербека), що оточували центральний стовп, або пірс, до якого вони прикріплені круглими формованими валами-кільцями. Характерним для ранньої готики в Англії є велика глибина, що надається архітектурним обломам із чергуванням філе та рулонів, оздобленням заглиблень орнаментом собачого зуба та круглими абаками капітелі.
Арки декоративних настінних аркад і галерей іноді обшиваються. Кола з трилисниками, чотирикутниками тощо вводяться в ажурні галереї та великі трояндові вікна в трансепті або наві, як у соборі Лінкольна (1220). Традиційний листок, що прикрашає столичні будівлі, має в собі велику красу і різноманітність, і простягається до антрвольтів, босів на даху і т. д. В антрвольтах склепінь нави, трансепт або хора аркад, іноді зустрічається дамаскування, як і в трансепті Вестмінстерського абатства, яке є одним з найкращих прикладів періоду.
У чистому вигляді стиль був простим і суворим, підкреслюючи висоту будівлі, ніби прагнучи до небес.

### Інші визначні приклади
Рання англійська архітектура характерна для багатьох цистерціанських абатств (як у Британії, так і у Франції), таких як абатство Вітбі та абатство Ріволкс у Йоркширі. Солсберійський собор — чудовий приклад стилю; оскільки він був побудований протягом відносно короткого періоду (основна споруда між 1220 та 1258 роками), він відносно не змішаний з іншими стилями (крім фасаду та знаменитих башти та шпиля, які датуються XIV століттям). Іншими примітними прикладами є галілейський ґанок у соборі Елі; нава і трансепт собору Уеллса (1225–40); західний фронт собору Пітерборо ; Беверлі Мінстер та південний трансепт у Йорку. Цей стиль також застосовується в академічних будівлях, таких як стара бібліотека Мертон-коледжу в Оксфорді, яка становить частину так званої «Четвертості».

## Декоративна готика

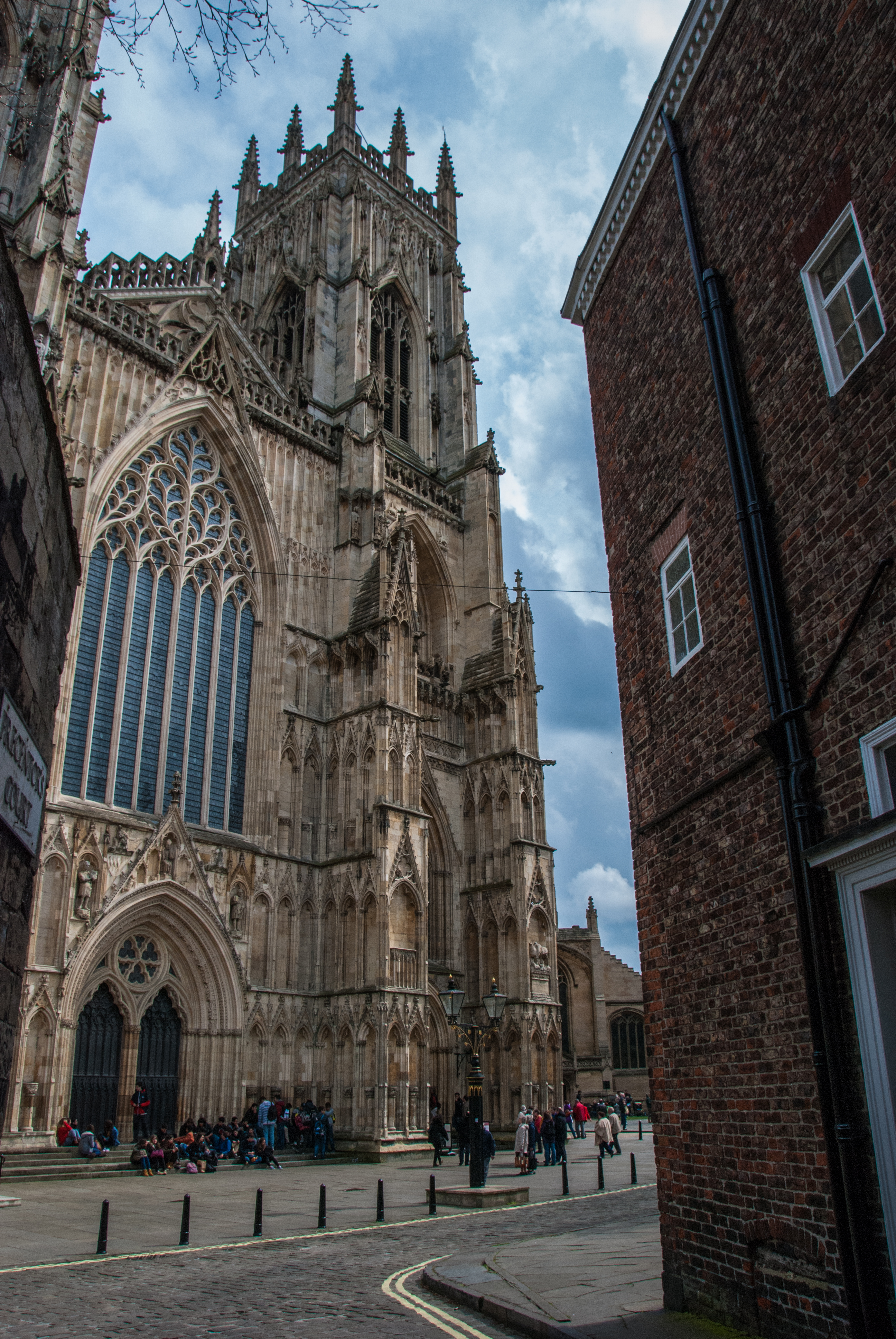
Західний фасад Йоркського собору — прекрасний приклад декоративної архітектури, зокрема вишуканого масверку на головному вікні. У цей період детальна різьба досягла свого апогею, вишукано вирізьблені вікна та капітелі, часто з квітковими візерунками.

Декоративний період в архітектурі (також відомий як «Декоративна готика») — назва, дана спеціально для розрізнення англійської готичної архітектури. Традиційно цей період розбивається на два періоди: стиль «Геометричний» (1250–90) та «Криволінійний» (1290—1350).

### Елементи стилю
Декоративна готична архітектура характеризується віконною вишуканістю. Вікна розділені між собою щільно розташованими паралельними біфорями (вертикальними брусками з каменю), як правило, до рівня, на якому починається арочна верхня частина вікна. Потім біфорії розгалужуються та перехрещуються, перетинаючись, щоб заповнити верхню частину вікна сіткою складних ажурних візерунків, як правило, включаючи трилисники та чотирикутники. Стиль був спочатку геометричним і протікав у пізніший період, завдяки опущенню кол у віконному масверку. Цей текучий або полум'яний ажур був введений у першій чверті XIV століття і використовувався близько п'ятдесяти років. Ця еволюція декоративного елементу часто використовується для поділу періоду на більш ранній «геометричний» та пізній «криволінійний» періоди.

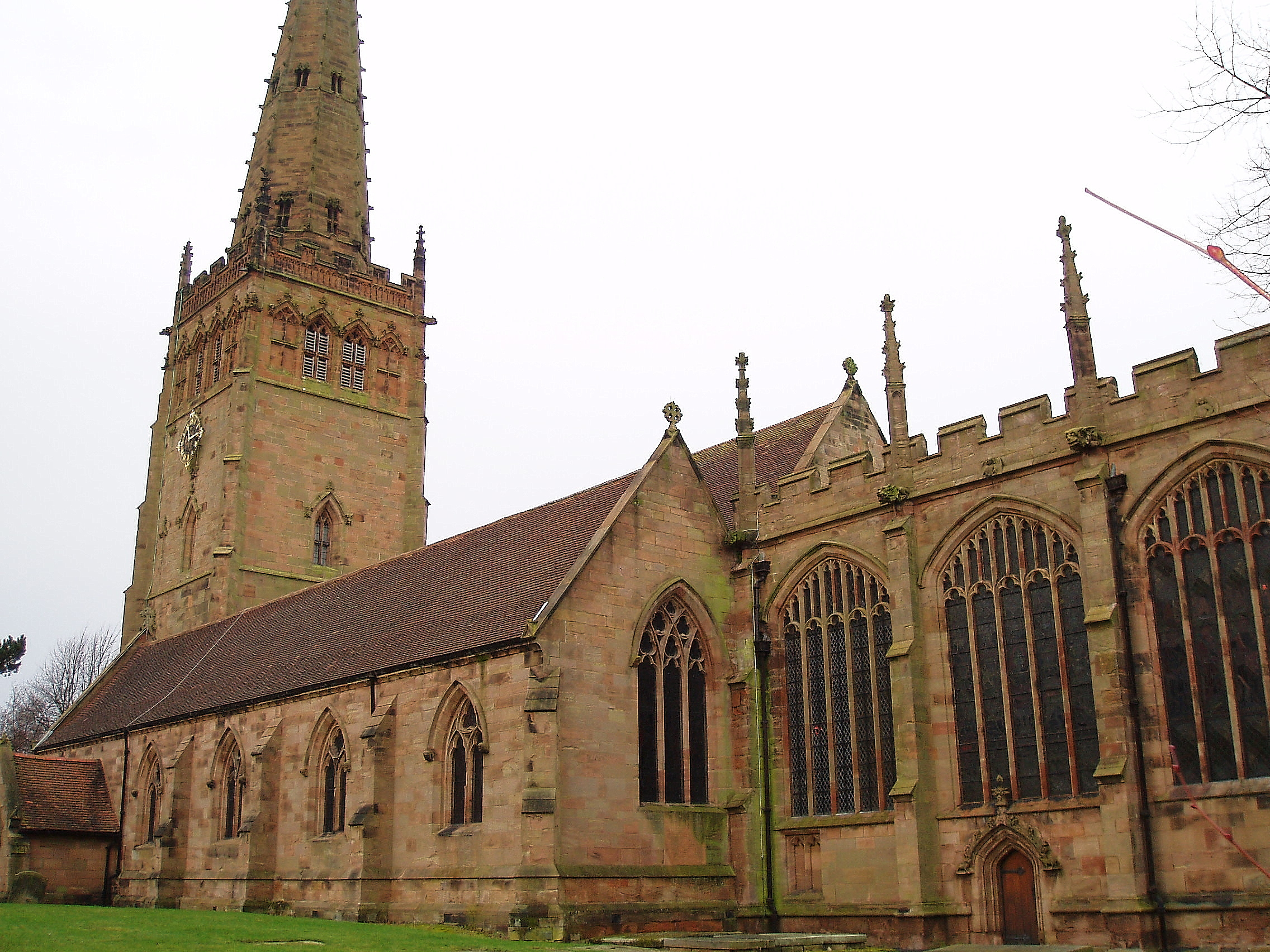
ерква св. Петра і св. Павла в Колсхіллі, Уорікшир, — приклад того, як виглядають декоративні готичні церкви в Англії

В інтер'єрах цього періоду часто представлені високі колони більш стрункої та елегантної форми, ніж у попередні періоди. Склепіння стало більш детальним, із застосуванням все більшої кількості ребер спочатку зі структурних, а потім з естетичних причин. Арки, як правило, рівносторонні, і архітектурні обломи сміливіші, ніж у ранньоанглійський період, в основному використовуються з меншою глибиною в поглибленнях і з філе (вузька пласка смуга). Мотив кульки та чотирьох листяних квітів займають місце раніше собачого зуба. Листя на капітелях менш звичайне, ніж у ранньоанглійській готиці, і більш текуче, а малюнки дамаскування у стінах більш різноманітні.

### Помітні приклади
Приклади декоративного стилю можна знайти у багатьох британських церквах та соборах. Принциповими прикладами є східні завершення Лінкольнський та Карлайлський собор та західний фасад Йоркського собору та Ліхфілдського соборів. Значна частина собору Ексетера побудована в такому стилі, як і переправа собору Елі (включаючи знаменитий восьмикутний ліхтар, побудований між 1322 та 1328 рр. для заміни впалої центральної вежі), три західні бухти хору та Каплиця Леді. У Шотландії Абатство Мелроуз було вагомим прикладом, хоча значна частина його зараз знаходиться в руїнах.

## Перпендикулярна готика

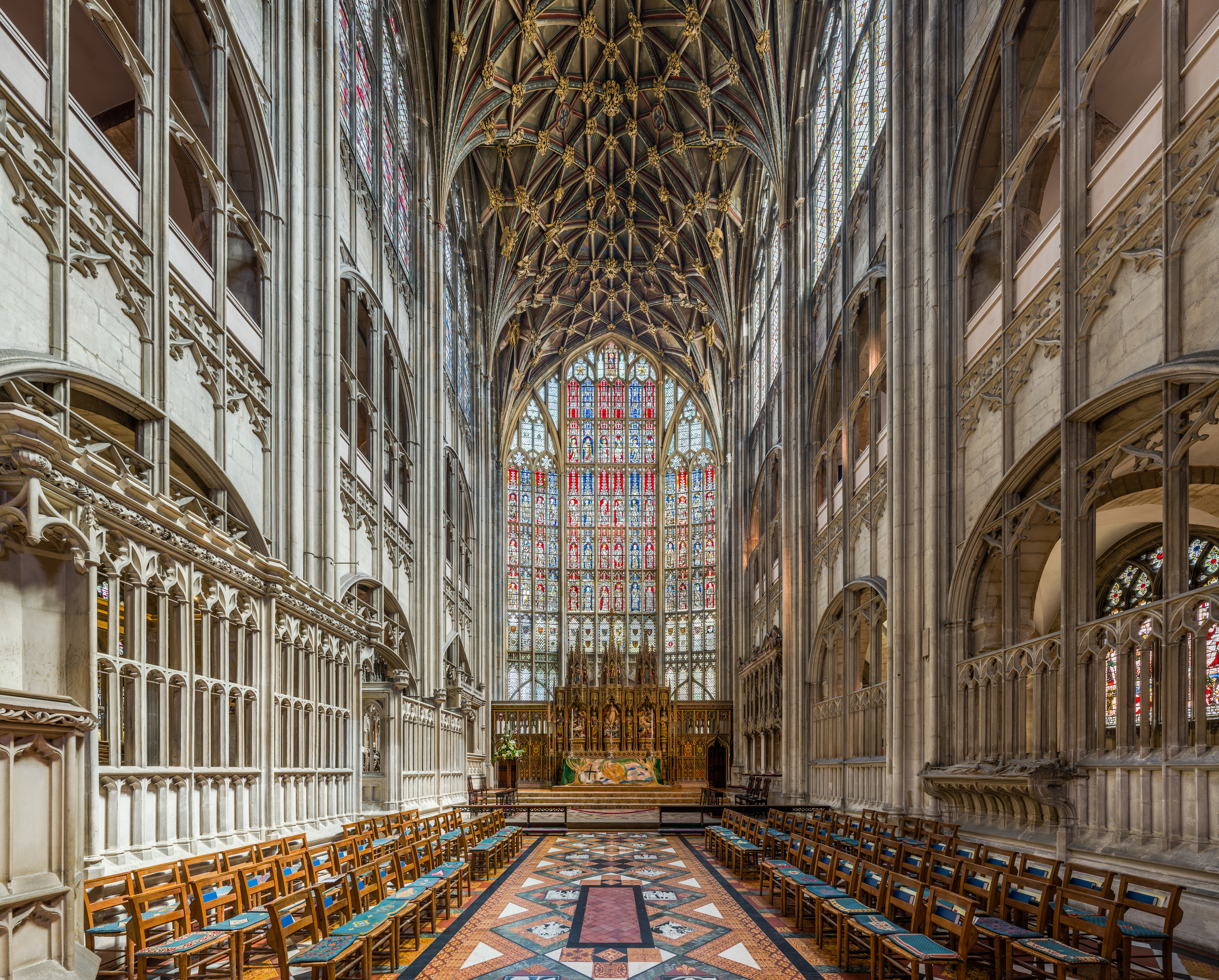
Інтер'єр собору Глостер передає враження «клітки» з каменю та скла, типової для перпендикулярної архітектури. Вишуканий оздоблений декор у стилі більше не видно, а лінії на стінах та вікнах стали більш чіткими та менш яскравими

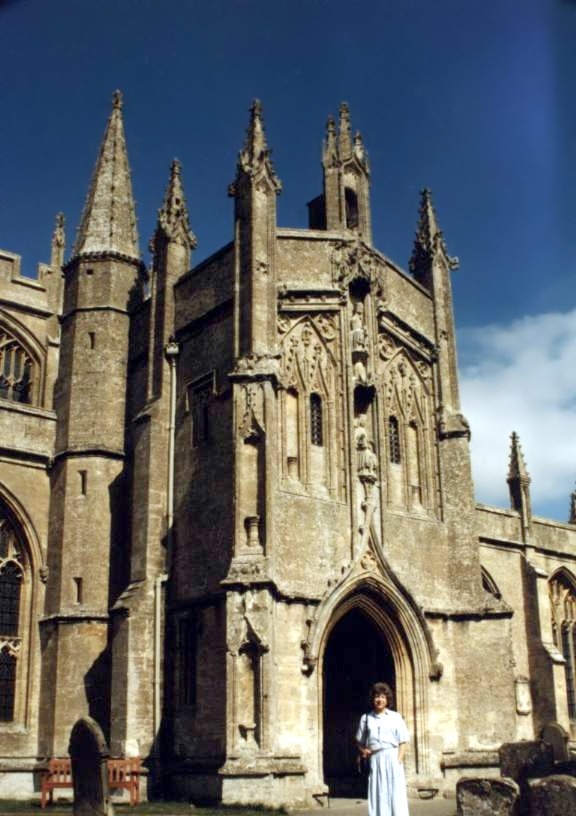
Вишукано оформлений двоповерховий перпендикулярний південний ганок 1480 року в Нортлічі, Глостершир

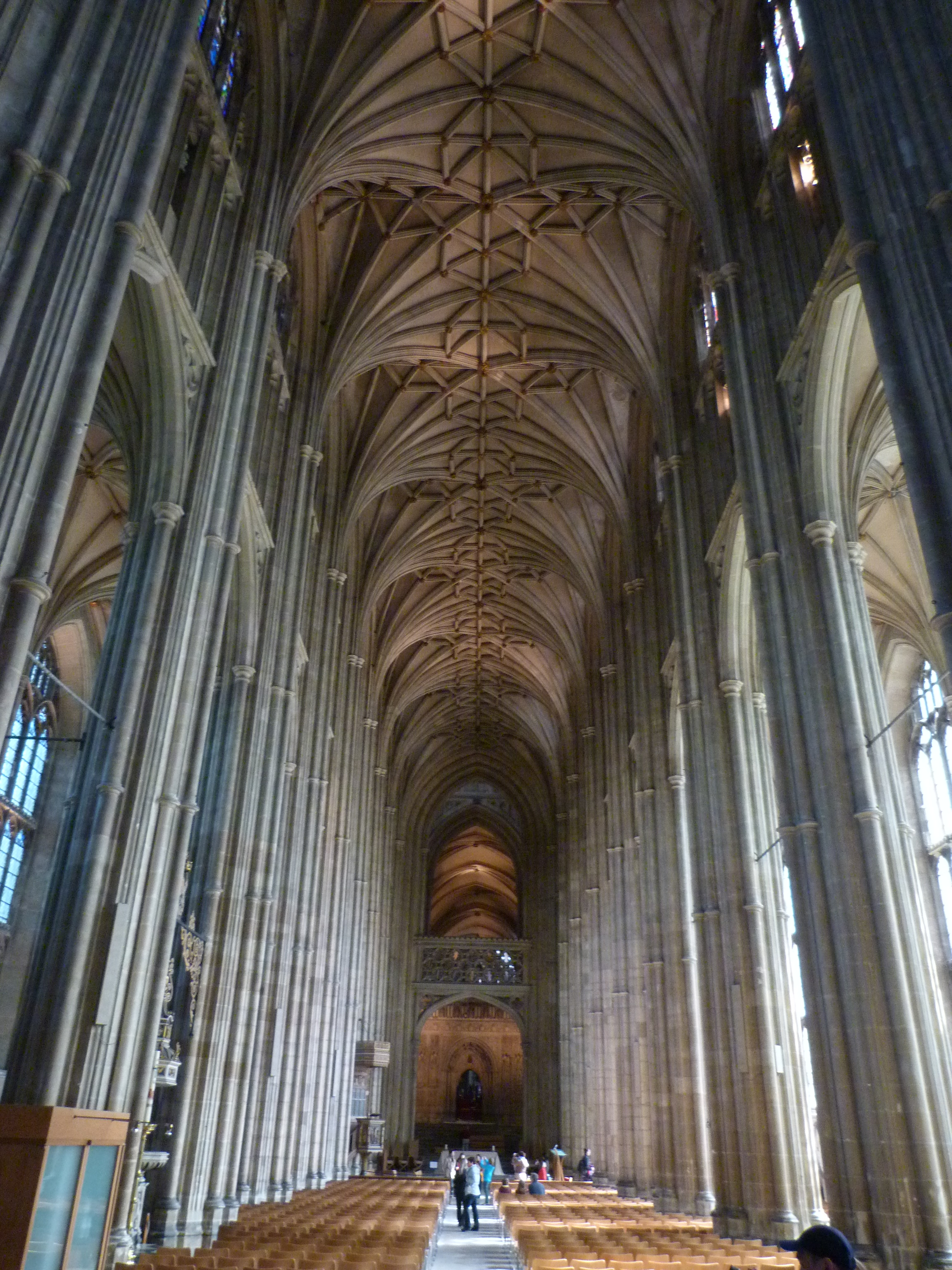
Нава собору Кентербері

Перпендикулярний готичний період (або просто перпендикуляр) є третім історичним поділом англійської готичної архітектури, і називається так, оскільки характеризується акцентом на вертикальні лінії. Альтернативна назва, Прямолінійний, була запропонована Едмундом Шарпом, і деякі вчені вважають кращою, але ніколи не отримала широкого використання.
Найкращий приклад перпендикулярної готичної архітектури можна знайти у вертикальній театральності капели Коледжу Кінгз, Кембридж. Перпендикулярний стиль почав формуватися близько 1350. Гарві (1978) наводить найдавніший приклад цілком сформованого перпендикулярного стилю в будинку глав собору Старого Павла, побудованому Вільямом Рамзі в 1332 році. Перпендикулярний період існував до середини XVI століття. Перші споруди у даному стилі належать королівським архітекторам Вільяму Рамзі та Джону Спонлі. Всебічно стиль розвивався у плодовитих творах Генрі Євеле та Вільяма Вінфорда.
На пізніх прикладах декоративного періоду опущення кіл у масверках вікон призвело до використання кривих подвійної кривизни, що розвинулися на континенті, у вогнеметний слід: введення перпендикулярних ліній було реакцією у зворотному напрямку. Стиль спочатку можна спостерігати в хорах собору Глостера (1335), але його розвиток часто приписують періоду після Чорної смерті, який знищив близько третини населення Англії за 18 місяців між червнем 1348 до грудня 1349 і повернувся у 1361–62 вбивши ще п'яту. Це сильно вплинуло на мистецтво та культуру, які прийняли рішуче хворобливий та песимістичний напрямок.
Стверджувалося, що перпендикулярна архітектура виявляє популяцію, постраждалу від величезного шоку і горя, зосереджуючись на смерті та відчаї, і вже не в змозі виправдати попередні вогненність або веселість, присутні в декоративному стилі. Як сказано, на стиль впливає дефіцит робочої сили, спричинений чумою, оскільки архітектори мали намір проєктувати менш детальні споруди. Однак про популярність розвитку свідчить величезна кількість церков, що включають стиль, а тривалий період, протягом якого він процвітав, свідчить про складнішу історію. Стиль проіснував до самої Реформації, і в цей пізній час були побудовані споруди, що мали в собі найрозвиненіші риси. (Термін «Перпендикуляр», однак, можна віднести до архітектора та еклезіолога ХІХ століття Томаса Рікмана.)

### Особливості
Ця перпендикулярна лінійність особливо помітна в дизайні вікон, які стали дуже великими, іноді величезними за розмірами, зі стрункішими кам'яними біфоріями, ніж у попередні періоди, що дало більше можливостей вітражним майстрам. Біфорії вікон переносяться вертикально вгору в арку, що формує вікна, а верхня частина поділена на додаткові біфорії (супермульйони) і трансоми, утворюючи прямокутні відсіки, відомі як панельні масверки. Контрформи та стінові поверхні поділяються також на вертикальні панелі. Технологічний розвиток та художнє опрацювання склепіння досягли свого найвищого рівня, створюючи складні багатопартійні склепіння лірен та завершившись фан-склепінням.
Дверні прорізи часто заключені у квадратній голівці над арками, причому запасні частини заповнюються чотирикутниками або масверками. Вказівні арки все ще використовувались протягом усього періоду, але також були введені огейські та чотирицентрові дуги Тюдора.
Всередині церкви трифорій зникає, або його місце заповнюється панелями, і більше значення надається кліринським вікнам, які часто є найкращими рисами церков цього періоду. Біфорії більш плоскі, ніж у попередні періоди, і однією з головних характеристик є введення великих еліптичних заглиблень.
Одна з найкращих особливостей цього періоду — дерев'яні дахи; Дахи, такі як Вестмінстерський зал (1395 р.), Церква Христа, Оксфорд, Трініті-коледж, Кембридж та Кронсбі Холл, з'явилися вперше. У районах Південної Англії з використанням кам'яної архітектури, декорують різноколірним камінням з глиб і тесаного каменю, особливо в вовняних церков в Східній Англії.

### Визначні приклади
Деякі з найбільш ранніх прикладів Перпендикулярного періоду, що датується 1335 роком, знайдені в Глостерському соборі, де муляри собору, здається, працювали набагато раніше, ніж в інших містах; вентиляторне склепіння в монастирях виконане особливо добре. Перпендикулярні доповнення та реконструкції можна знайти в менших церквах і каплицях по всій Англії, в місцевостях з однаковим рівнем технічних можливостей, та які не мають оздоблення більш ранніх кам'яних робіт на цих ділянках.

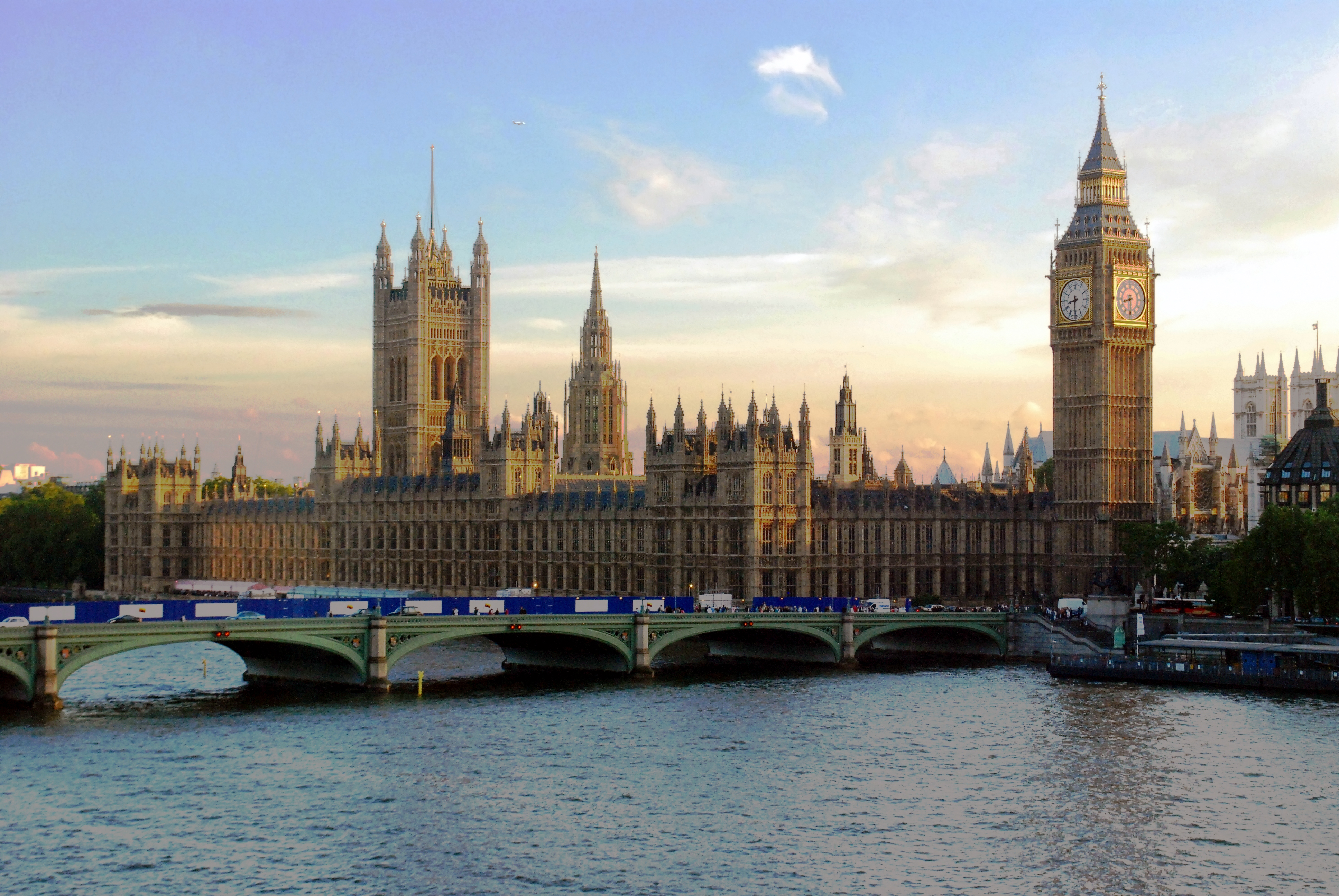
Одним з небагатьох прикладів перпендикулярної готики під час відродження є Вестмінстерський палац

Серед інших будівель та їх помітних елементів є:
- Капела Королівського коледжу, Кембридж (1446—1515)[8]
- Капела коледжу Ітона, Етон (1448—1482)[9]
- вежа кінця XV століття, Нью-коледж, Оксфорд (1380–86, Генрі Євеле);
- Школа божественності, Оксфорд (1427–83);
- Каплиця Бошампа, Уорік (1381–91);
- Квірі та вежа Йоркського міністра (1389—1407);
- реконструкція нефа та проходів Вінчестерського собору (1399—1419);
- трансепт і вежа Мертон-коледжу, Оксфорд (1424–50);
- Манчестерський собор (1422 р.);
- центральна вежа Глостерського собору (1454–57);
- центральна вежа коледжу Магдалини, Оксфорд (1475–80);
- хор Шерборнського абатства (1475 — c. 1580)
- Колегійна церква Святої Трійці, Таттерсхалл, Лінкольншир (прибл. 1490 – 1500)[10];
- Школа Чартерхауз, Суррей, основні будівлі та каплиця.

Помітні пізніші приклади включають Батське абатство (бл. 1501—1537 рр., хоча і сильно відреставрована у 1860-х роках), Каплиця леді Генріха VII у Вестмінстерському абатстві (1503—1519) та вежі в церкві св. Джайлса, Рекшемі та Св. Марії Магдалини, Таунтон (1503—1508).
Перпендикулярний стиль рідше використовувався в готичному відродженні, ніж декоративний стиль, але основними прикладами слугують відновлений Вестмінстерський палац (тобто палати парламенту), меморіальна будівля Урілла Брістольського університету (1915–25) та Андріївський собор, Сідней.